# Saint-Christol, Ardèche
Saint-Christol är en kommun i departementet Ardèche i regionen Auvergne-Rhône-Alpes i sydöstra Frankrike. Kommunen ligger  i kantonen Le Cheylard som ligger i arrondissementet Tournon-sur-Rhône. År 2022 hade Saint-Christol 100 invånare.

## Befolkningsutveckling
Antalet invånare i kommunen Saint-Christol
Referens: INSEE